# Lumière (anatomie)
Pour les articles homonymes, voir Lumière (homonymie).

Coupe-section du tube digestif, qui montre les quatre tuniques séreuse, musculeuse, sub-muqueuse et muqueuse, et la lumière (la) au centre.

En anatomie, la lumière (en latin lumen) d'un organe creux désigne l'espace intérieur circonscrit par ses parois. On peut parler de la lumière de l'intestin grêle, d'un vaisseau sanguin, de tubes séminifères, de la lumière gastrique ou de la lumière du larynx. 
On appelle vasoconstricteur une substance capable de rétrécir la lumière d'un vaisseau sanguin. Divers parasites, comme l'Ascaris, vivent dans la lumière d'un organe de son hôte.
En ce qui concerne les cellules, on peut aussi parler de la lumière d'un organite pour désigner l'intérieur de celui-ci, comme la lumière du réticulum endoplasmique.